# Camponotus hannani
Camponotus hannani är en myrart som beskrevs av Auguste-Henri Forel 1899. Camponotus hannani ingår i släktet hästmyror, och familjen myror. Inga underarter finns listade.